# Amintinus ruwenzorius
Amintinus ruwenzorius är en skalbaggsart som först beskrevs av Vrydagh 1955.  Amintinus ruwenzorius ingår i släktet Amintinus och familjen kapuschongbaggar. Inga underarter finns listade i Catalogue of Life.